# Die Linie 1
Die Linie 1 – Kulturverein München Moosach e.V. (Eigenschreibweise DIE LINIE 1) ist ein Verein mit dem Zweck, Kunst und Kultur im Münchener Stadtteil Moosach zu fördern und bürgernah zu vermitteln. Ein Großteil der Veranstaltungen findet im Kultur- und Bürgerhaus Pelkovenschlössl statt.

## Hintergrund
Die Linie 1 ist ein gemeinnütziger Verein, der vom Kulturreferat der Landeshauptstadt München gefördert wird. Der Verein besteht seit 1986.
Der Name des Vereins leitete sich ursprünglich aus der Straßenbahnlinie 1 ab, die vom Stadtzentrum München nach Moosach führte. Die Straßenbahnlinie wurde inzwischen umbenannt, der Name „Die Linie 1“ ist aber weiter aktuell, da sowohl die U-Bahn-Linie 1 als auch die S-Bahn-Linie 1 nach Moosach fahren.

## Aktivitäten
Der Verein organisiert eine Vielzahl von unterschiedlichsten Veranstaltungen. Das Angebot reicht von Kunstausstellungen über Klassik- oder Jazzkonzerte, Irische Musik, Kabarett, Theater, Opernaufführungen, Fotografie, Literatur bis hin zu Tanzveranstaltungen.
Die Veranstaltungsreihe Moosach swingt bietet acht Jazzkonzerte pro Jahr unter der künstlerischen Leitung von Charly Antolini.
Die Linie 1 betreibt zwei öffentliche Bücherschränke.